# Universidad Católica de Córdoba
La Universidad Católica de Córdoba (UCC) es una universidad privada argentina situada en la ciudad de Córdoba y es la primera universidad de gestión privada del país. Fue fundada en 1956 por el arzobispado de Córdoba y un conjunto de laicos médicos, abogados e ingenieros y confiada a perpetuidad a los jesuitas.
En la UCC se dictan carreras que van desde las ciencias exactas a las sociales y teología, pasando por carreras tradicionales, como Medicina, Odontología, Licenciaturas en Enfermería, Nutrición, diversas Ingenierías, Ciencias Químicas, Veterinaria, Arquitectura, Contador Público, Administración de Empresas, Notariado, Psicología y Abogacía a carreras más modernas como la Licenciatura en Tecnología de los Alimentos y la Licenciatura en Instrumentación Quirúrgica.
La UCC ofrece a través de sus diez Facultades una diversidad de áreas de estudio, las cuales se encuentran dirigidas a egresados del nivel medio-polimodal. Todas las carreras de grado que se dictan son presenciales.

## Historia
La abolición del monopolio estatal sobre la educación universitaria era una aspiración histórica principalmente de la Iglesia católica, institución que había fundado las primeras universidades del país, luego expropiadas. Un antecedente claro en este respecto es José Manuel Estrada.
Hacia mediados del siglo XX, por decisión del ministro de Educación demócrata cristiano Atilio Dell'Oro Maini, la legislación sobre posibilidad de enseñanza privada se materializó gracias al decreto-ley 6403 del 22 de diciembre de 1955, que permitió la creación de universidades privadas con capacidad para entregar títulos y diplomas académicos consagrando la autonomía universitaria. Gracias a estas gestiones, el 8 de junio de 1956 fue creada la Universidad Católica de Córdoba, más adelante se fueron creando otras instituciones educativas superiores privadas.
Pero durante el gobierno del  Presidente Arturo Frondizi, en el año 1958, hubo un movimiento laicista creado a partir de la sanción de dos grandes leyes sancionadas durante ese gobierno: la aprobación del Estatuto del Docente y la que habilitó a las universidades privadas a emitir títulos profesionales. Fue sin dudas esta última la que motivó una gran protesta estudiantil conocida como "Laica o libre". Finalmente, el sector de radicales frondicistas, demócratacristianos, nacionalistas católicos y aliados liderado por el presidente Frondizi logró consagrar la aprobación de esta reforma, que permitió otorgar personería jurídica a nuevas universidades.
El 20 de diciembre de 2013 el R.P. Lic. Luis Rafael Velasco S.J., tras ocho años de ejercicio del rectorado, transfirió la dirección de la Universidad al Dr. Alfonso Gómez S.J. Su rectorado se destacó por un desarrollo de la investigación, creación de nuevas carreras de grado y posgrado, fortalecimiento institucional en lo académico asociado a un fuerte compromiso social.[cita requerida]
Sitio para cultura e historia
La UCC cuenta con su sitio web, destinado para el estudio de la cultura e historia para facilitar y unir más a los estudiantes (y no estudiantes); incluyendo un Archivo Fotográfico de Universidad Católica de Córdoba (UCC)

## Sedes académicas
La UCC posee tres sedes principales para sus unidades académicas:
- Campus Sur (camino a Alta Gracia): donde está la sede del Rectorado y las Facultades de: Derecho y Ciencias Sociales, Arquitectura, Ciencias Económicas y de Administración, Ciencia Política y Relaciones Internacionales, Agropecuarias e Ingeniería. En este predio se hallan también: el Hospital Veterinario, el Centro de Entrenamiento en Cirugía Videolaparoscópica (CELUCC), el Jardín Botánico Gaspar Suárez S.J., diversos laboratorios para las Facultades de Ciencias Químicas y Agropecuarias y una gigantesca biblioteca universitaria, así como un gran centro de Investigación en Biología Molecular de la Facultad de Medicina y el CONICET.  También en el Campus Universitario se hallan los predios para las actividades deportivas.-
- Sede Centro: donde desarrollan su actividad académica las Facultades de Filosofía y Humanidades, Teología,  Educación y el ICDA.
- Una sede en el Barrio General Paz, situada vecina a la Clínica Universitaria Reina Fabiola, con dos centros, asiento de la Facultad de Ciencias de la Salud (con las carreras de Medicina, Odontología, Licenciatura en Enfermería, Licenciatura en Instrumentación Quirúrgica, la carrera de Licenciatura en Nutrición con título intermedio de Técnico Universitario en Nutrición, la carrera de Licenciatura en Terapia Ocupacional con título intermedio de Terapista Ocupacional; así como numerosas y prestigiosas carreras de posgrado en Ciencias de la Salud, incluyendo dos doctorados,  y la Clínica Universitaria Reina Fabiola y la moderna Clínica Odontológica Sixto Castellanos S.J.).[cita requerida] En 2014 se inauguró la ampliación de la sede anexo Pedro Arrupe sj en calle Libertad casi Pringles, que triplica la superficie cubierta anterior, con más aulas y laboratorios.-  En 2015 se inauguró la primera etapa del nuevo edificio del ambulatorio de la Clínica Universitaria en Jacinto Ríos 554, frente a la Sede Central del Posgrado de la Facultad de Medicina que contará con dos subsuelos de estacionamiento y 9 plantas.-[cita requerida]

### Establecimientos agropecuarios
La tradición jesuítica de desarrollar estancias para sostener las actividades educativas, continúa presente en el ámbito de la Universidad Católica de Córdoba. Las históricas estancias jesuíticas de la región, que otrora mantenían la primitiva universidad jesuítica de Córdoba (Universidad Mayor de San Carlos) hasta la expulsión de los jesuitas de los dominios de España en 1767, hoy UNC, han sido declaradas Patrimonio de la Humanidad.
La Universidad, además de sus tres sedes académicas, posee en la actualidad una importante estructura productiva, con cinco establecimientos agropecuarios y una superficie total de 7 500 hectáreas de campos. Mediante tecnología de última generación, alumnos y graduados realizan pasantías y residencias trabajando en la producción de carnes, reproductores vacunos, bovinos y cultivos de cereales y oleaginosas. 

#### Establecimiento Santa Julia
Ubicado en la localidad de Monte Cristo, a 20 km de la ciudad de Córdoba. Su superficie es de 600 hectáreas adquiridas en el año 1987. En él se desarrolla una intensa actividad ganadera y cuenta con un Centro de Reproducción Animal (congelado de embriones y semen). 

#### Establecimiento La Toma
En la localidad de Pedro E. Vivas, a 80 km de Córdoba. Dispone de 1 700 hectáreas productivas, adquiridas en el año 1989. Cuenta con Cabaña de razas (Aberdeen Angus, Hereford, Simmental, Tuli y Braford). 

#### Establecimiento Las Cañitas
Localidad La Para, a 150 km de la ciudad de Córdoba. 2 400 hectáreas adquiridas en el año 1997.

#### Establecimiento San Ignacio
Cercano a la localidad de Piquillín, a 55 km de la ciudad de Córdoba. 2 500 hectáreas que fueron adquiridas en el año 1993.

#### Establecimiento La Virginia
A 70 km de la ciudad de Córdoba, cercana a la localidad de Manfredi. 230 hectáreas cuya adquisición data del año 1984. En él se ensayan híbridos de maíz y cultivares de soja con diferentes factores de manejo y con modificaciones biotecnológicas y cosechas con monitores de rendimiento satelital.

## Carreras de grado
El listado de carreras de grado y pregrado agrupadas por facultad es el siguiente:
- Facultad de Arquitectura y Diseño[5]
  - Licenciatura en Diseño.
  - Arquitectura.

- Facultad de Ciencias Agropecuarias[6]
  - Ingeniería Agronómica.
  - Veterinaria.

- Facultad de Ciencias Económicas y de Administración[7]
  - Licenciatura en Administración de Empresas.
  - Contador Público.

- Facultad de Ciencia Política y Relaciones Internacionales[8]
  - Licenciatura en Ciencia Política.
  - Licenciatura en Relaciones Internacionales.
  - Licenciatura en Gestión Pública.

- Facultad de Derecho y Ciencias Sociales[9]
  - Abogacía.
  - Escribanía.

- Facultad de Educación[10]
  - Licenciatura en Gestión Educativa (Articulación).
  - Licenciatura en Ciencias de la Educación.
  - Licenciatura en Psicopedagogía.
  - Licenciatura en Gestión de la Educación Especial (Articulación).
  - Licenciatura en Educación Inicial (Articulación).
  - Profesorado Universitario (Articulación).
  - Profesorado en Ciencias de la Educación.

- Facultad de Filosofía y Humanidades[11]
  - Licenciatura en Filosofía (Articulación).
  - Profesorado en Filosofía.

- Facultad de Ingeniería[12]
  - Ingeniería Mecánica.
  - Ingeniería de Informática.
  - Licenciatura en Bioinformática.
  - Ingeniería Electrónica.
  - Ingeniería en Computación.
  - Ingeniería Civil.
  - Ingeniería Industrial.

- Facultad de Ciencias de la Salud[13]
  - Licenciatura en Instrumentación Quirúrgica.
  - Licenciatura en Nutrición.
  - Medicina.
  - Licenciatura en Enfermería (Ciclo de licenciatura)
  - Farmacia.
  - Licenciatura en Psicología.
  - Licenciatura en Tecnología de los Alimentos.
  - Odontología.
  - Licenciatura en Terapia Ocupacional.
  - Licenciatura en Kinesiología y Fisiatría
  - Bioquímica.
  - Licenciatura en Gastronomía.

- Facultad de Teología[14]
  - Licenciatura en Teología.

- Instituto de Ciencias de la Administración (ICDA)[15]
  - Diplomado en Gestión Pública.
  - Tecnicatura en Gestión Gerencial.

## Carreras de Posgrado
- Arquitectura
  - Maestría en Arquitectura Paisajística.
  - Maestría en Diseño de Procesos Innovativos.

- Ciencias Agropecuarias
  - Especialización en Producción Bovina.
  - Especialización en Protección Vegetal.
  - Especialización en Clínica de Pequeños Animales.
  - Maestría en Agronegocios y Alimentos.
  - Doctorado en Ciencias Agropecuarias.

- Ciencia Política y Relaciones Internacionales
  - Maestría en Gestión Política.
  - Doctorado en Política y Gobierno.
  - Doctorado en Relaciones Internacionales

- Ciencias Químicas
  - Especialización en Bioquímica Clínica: Área de Hematología.
  - Especialización en Farmacia Comunitaria.
  - Especialización en Tecnología de los Alimentos.
  - Doctorado en Bioquímica.

- Ciencias Económicas y de Administración
  - Especialización en Costos para la Gestión.
  - Maestría en Contabilidad.
  - Maestría en Auditoría.

- Derecho y Ciencias Sociales
  - Especialización en Derecho Judicial y de la Judicatura.
  - Especialización en Derecho del Trabajo.
  - Especialización en Mediación.

- Educación
  - Maestría en Investigación Educativa.
  - Especialización en Inclusión Educativa de Personas con Discapacidad.
  - Doctorado en Educación.

- Filosofía y Humanidades
  - Maestría en Filosofía, Religión y Cultura Contemporáneas.
  - Especialización en Bioética Social.

- Medicina y Odontología
  - Maestría en Nutrición Médica y Diabetología.
  - Maestría en Medicina Vascular.
  - Maestría en Cirugía Bariátrica.
  - Maestría en Hipertensión Arterial.
  - Maestría en Obesología
  - Doctorado en Ciencias de la Salud.
  - Doctorado en Medicina.
  - Especialización en Alergia e Inmunología.
  - Especialización en Anestesiología.
  - Especialización en Anatomía Patológica.
  - Especialización en Cardiología.
  - Especialización en Cirugía General.
  - Especialización en Diagnóstico por Imágenes.
  - Especialización en Dermatología.
  - Especialización en Endodoncia.
  - Especialización en Gastroenterología.
  - Especialización en Geriatría.
  - Especialización en Implantología Oral.
  - Especialización en Infectología.
  - Especialización en Medicina Crítica y Terapia Intensiva.
  - Especialización en Medicina Interna.
  - Especialización en Nefrología.
  - Especialización en Neonatología.
  - Especialización en Neumonología.
  - Especialización en Neurocirugía.
  - Especialización en Neurología.
  - Especialización en Neurología Infantil.
  - Especialización en Nutrición Clínica
  - Especialización en Oftalmología.
  - Especialización en Oncología.
  - Especialización en Ortopedia y Traumatología.
  - Especialización en Otorrinolaringología.
  - Especialización en Pediatría.
  - Especialización en Psiquiatría Infanto-Juvenil.
  - Especialización en Radioterapia.
  - Especialización en Reumatología.
  - Especialización en Salud Social y Comunitaria.
  - Especialización en Tocoginecología.
  - Especialización en Urología.

- Ingeniería
  - Doctorado en Ingeniería Electrónica.
  - Especialización en Sistemas Móviles y Aplicaciones de Servicios Interactivos en Red.

- Teología
  - Doctorado en Teología.
  - Licenciatura Eclesiástica en Teología.

- Ciencias Económicas y de la Administración
  - Maestría en Auditoría.
  - Especialización en Costos para la Gestión.
  - Maestría en Contabilidad.
- Escuela de Negocios (ICDA)
  - Especialización en Dirección de Finanzas (EFIN).
  - Especialización en Dirección Estratégica de Recursos Humanos.
  - Especialización en Dirección de Organizaciones Públicas (EDOP).
  - Maestría en Dirección de Empresas (MBA).